# 「那就滾吧」謬誤
「那就滾吧」謬誤（拉丁語：argumentum ergo decedo、ergo decedo），又稱叛徒批判謬誤（traitorous critic fallacy）指的是一類不回應批評本身，而聲稱批判者之所以會做出這種批判，乃是因為他對不同價值或制度的其他團體有不可告人的偏好或聯繫，所以才會做出如此批評的謬誤。這謬誤暗示說批判者不贊同團體的價值與習俗，或者批判者是個叛徒，並因而指稱說批判者應該藉由離開受批評的團體等方式，完全迴避相關的問題或主題。
「那就滾吧」謬誤是一種非形式謬誤，更精確地說，是一種訴諸人身的非形式謬誤，像例如在碰到有人批評政府或政治制度時回應「太平洋沒加蓋(你想走就走，或隨時可以跳下去)」或「爲什麽不移民」就有可能犯下這種謬誤。

## 政治應用
在回應政治批判時，「那就滾吧」謬誤和「你也一樣謬誤」直接相關。一般而言，“那又怎么说”主义被用以回應來自外界的批評；而「那就滾吧」謬誤被用以回應來自內部的批評。

## 範例
例一

- 甲：現在有死刑都有人殺人了，廢除死刑還得了？因此不該廢除死刑；不僅如此，我主張嚴刑峻罰，政府應該引入鞭刑，酒駕、販毒、虐童致死和強姦則應該要比照殺人判死刑。
- 乙：你這完全是新加坡漠視人權的那套！你那麼喜歡新加坡的制度，不會搬去新加坡住嗎？

乙對甲「你那麼喜歡新加坡的制度，不會搬去新加坡住嗎？」的說法，就是「那就滾吧」謬誤的範例，乙藉此暗示甲對司法制度的批判是不應該的。
例二

- 員工：我認為我們需要改變公司的企業文化，向甲公司的文化看齊，好創造更好的職場氛圍，提升員工士氣，為公司帶來更多的營收。
- 老闆：你那麼喜歡甲公司的制度，你為什麼還留在這裡？

員工批判公司既有的企業文化，並提出改革、向甲公司看齊的請求，不代表該名員工就希望離開，但老闆可以選擇直接開除員工讓他滾蛋。